# 拉文達 (喬治亞州)
拉文達（英語：Lavender）是位於美國喬治亞州弗洛伊德縣的一個非建制地區。該地的面積和人口皆未知。

## 地理
拉文達的座標為34°17′31″N 85°20′28″W / 34.29194°N 85.34111°W，而該地的平均海拔高度為195米（即640英尺）。